# Samaritan
Samaritan is een Belgische kortfilm uit 2008 van slechts dertien minuten met in de hoofdrollen Filip Peeters, Elke Dom, Veerle Baetens en Herwig Ilegems.
Het verhaal gaat over een internationaal donorsysteem waarbij telkens 1 gezond jong kind gekozen wordt om zich op te offeren voor 5 andere kinderen die ernstig ziek zijn. 